# 7milakliv
7milakliv (Sjumilakliv) är en svensk poplåt från 2006 med Martin Stenmarck, från albumet 9 sanningar och en lögn. Den är skriven av Martin och hans bror David Stenmarck, och släpptes även som singel samma år.  7milakliv (Sjumilakliv) premiärspelades i Sommarkrysset 12 augusti 2006. När den sedan gavs ut kommersiellt letade den sig upp till svenska singellistans 1:a plats och kom även ut i en Bassflow-ommixning. Den fick en Grammis för "Årets låt 2006"  och Rockbjörnen i kategorin "Årets svenska låt". 
Sångtexten handlar om att våga släppa taget och ta första steget ifrån något som känts tungt. Man ska våga möta nya utmaningar och gå sina egna vägar. Låten hamnade den 8 oktober 2006 på Svensktoppens 1:a plats och den 28 oktober 2006 hamnade den även på Tracklistans 1:a plats. Singeln har nyligen lyckats sälja dubbel platina, något som är väldigt stort inom singelförsäljningen. Tidigare singlar som har sålt lika mycket är bland andra Daniel Lindströms Coming True från 2004 och Cascadas Everytime We Touch från 2006.
I Dansbandskampen 2010 tolkades låten av Wizex.

## Musiker
- Gitarr - Sebastian Nylund
- Gitarrsolo - Mats Lehman
- Fuzz - David Stenmarck
- Bas - Stefan Olsson
- Trummor - Peer Åström
- Flygel - Jörgen Ingeström
- Vokalister - Sarah Dawn Finer
- Kör - Martin Stenmarck, David Stenmarck, Sarah Dawn Finer

## Listplaceringar
| Lista (2006-2007) | Position |
| ----------------- | -------- |
| Sverige           | 1        |